# Завидов (Пољска)
Завидов (пољ. Zawidów) град је у Пољској у Војводству доњошлеском. По подацима из 2012. године број становника у месту је био 4.356.

## Становништво
| 2012. |
| ----- |
| 4.356 |